# Yodato potásico
El yodato potásico o yodato de potasio es una oxosal del iodo formada por cationes potasio (K+) y aniones yodato (IO3-).

## Propiedades
El iodato es un anion oxidante. En medio básico:
IO3- + 3H2O + 6e-  ↔ I- + 6OH-                                                (E0 = +0,26 V)
En medio ácido:
HIO3 + 5H+ + 5e-  ↔ 1/2 I2 + 3H2O                                                                  ( E0 = +1,20 V)

## Química
El ion iodato es partícipe en algunas reacciones oscilantes como la reacción de Bray, la reacción de Brigss-Rauscher, o la reacción de Beloúsov-Zhabotinski.